# Panzeria puparum
Panzeria puparum är en tvåvingeart som först beskrevs av Fabricius 1794.  Panzeria puparum ingår i släktet Panzeria och familjen parasitflugor. Inga underarter finns listade i Catalogue of Life.